# 蓋基冰川
54°17′S 36°41′W / 54.283°S 36.683°W
蓋基冰川是南極洲的冰川，位於南喬治亞島，最終在昆伯蘭西灣西南端注入默瑟灣，由奧托·努登舍爾德率領的瑞典探險隊繪入地圖。